# Stephanie McMahon
Stephanie McMahon Levesque (leánykori neve Stephanie Marie McMahon) (Hartford, Connecticut, 1976. szeptember 24. –) profi pankrátor, üzletasszony, színésznő, forgatókönyvíró. Vince McMahon pankrátor leánya. 2003 óta Triple H pankrátor felesége.

## Élete

### Származása, ifjúkora

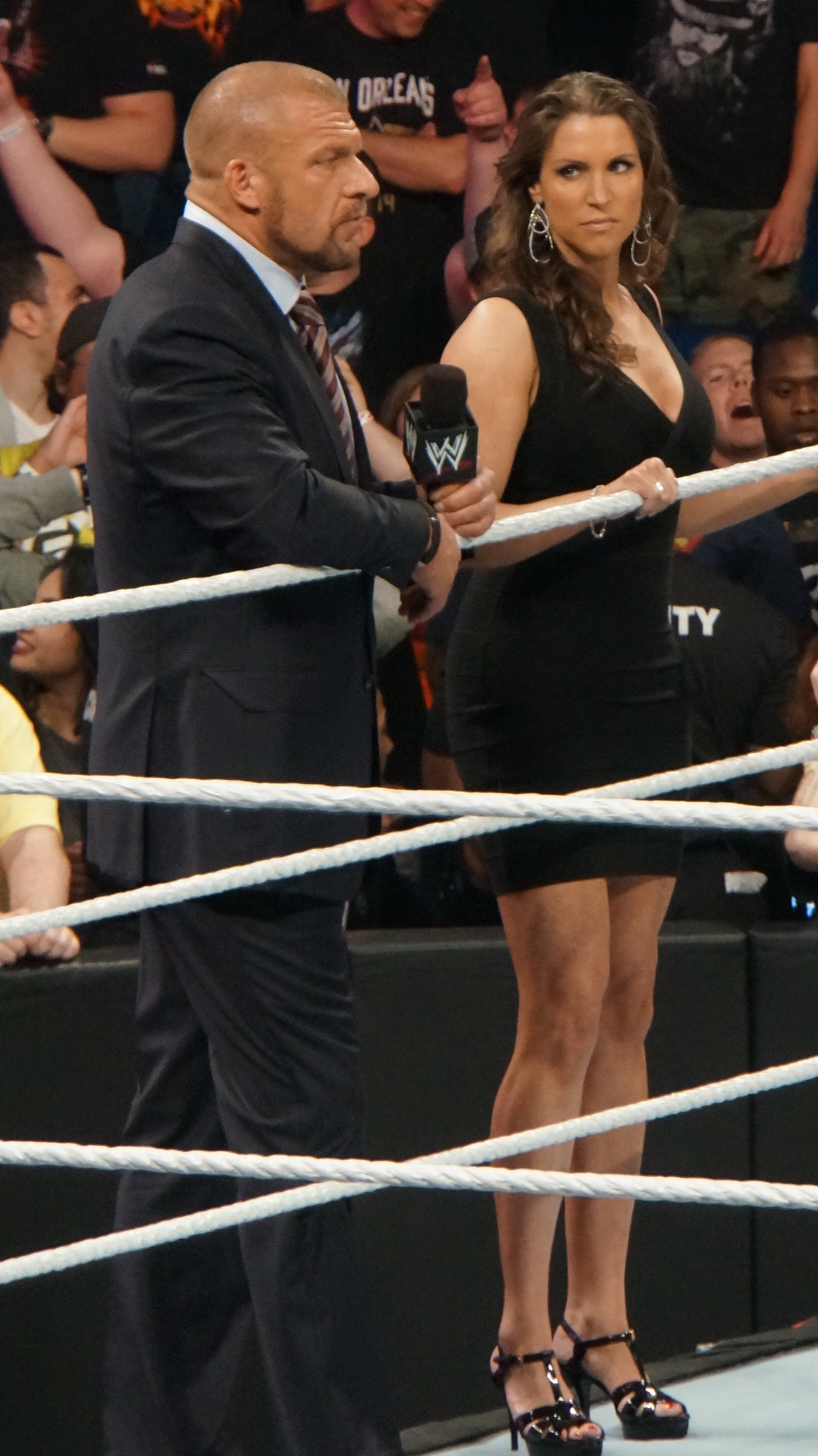
HHH és Stephanie McMahon, 2014

1976. szeptember 24-én született a Connecticut állambeli Hartfordban, majd nem sokkal a születése után a családdal Greenwichbe költözött. 1994-ben végzett a greenwichi középiskolában, majd a bostoni egyetemen 1998-ban diplomát szerzett. Tanulmányai befejezését követően a WWF-nél teljes munkaidőben kezdett el dolgozni. Karrierjét a New York-i WWF értékesítési irodában kezdte el, majd nem sokkal később a forgatókönyvírók (kreatív osztály) igazgatójaként dolgozott. 2007-ben a kreatív osztály ügyvezető alelnökévé nevezték ki; ő volt a felelős a kreatív folyamat (történeti szálak) felügyeletéért, illetve az összes televíziós műsorért. Ő felügyelte a tehetséggondozást és a márkaépítést; az élő rendezvények lebonyolítását és marketingjét, valamint az összes társadalmi és digitális média minden aspektusát. Mint ügyvezető alelnök, a kreatív osztálynak sikerült elindítania a WWE appot is, amelyet több mint 20 millió alkalommal töltöttek le.

### Pankrátori karrierje
1999 elején mutatkozott be a WWF ringjében. 2000 közepén szerelmi háromszög történet kezdődött Stephanie, Triple H és Kurt Angle között, majd nem sokkal később Angle menedzsere lett. 2000. március 30-án a SmackDown műsorában Jacqueline legyőzésével megszerezte első és egyetlen címét, a WWE Women's bajnoki övet. A címet 146 nap után Lita nyerte el tőle. Stephanie 2013 és 2016 között többször feltűnt a képernyőn férjével, Triple H-val a "Vezetőség" (The Authority) tagjaként. A végrehajtók a Pajzs (The Shield) nevű csapat lett, majd később Kane is csatlakozott hozzájuk mint operatív vezető. A végrehajtó emberek ez idő alatt szinte mindenkit megtámadtak, akit a Vezetőség nem szívelt (legfőképp Daniel Bryant és John Cenát).

### Magánélete
Stephanie 2000-ben kezdett el randevúzni Paul Levesque-el (ismertebb nevén Triple H-val), majd 2003. október 25-én házasságot kötöttek. 3 gyermekük született: Első 2006. július 24-én (Aurora Rose Levesque), második 2008. július 28-án (Murphy Claire Levesque), a harmadik lánya pedig 2010. augusztus 24-én (Vaughn Evelyn Levesque) jött a világra. Stephanie republikánus; 2.700 dollárt adományozott Chris Christie elnökválasztási kampányához.

## Bevonuló zenéi
- The DX Band – "Break It Down" (2000)
- The DX Band – "My Time" (1999 – 2002)
- Drowning Pool – "Bodies" (2001)
- Peter Bursuker és Jim Johnston – "No Chance in Hell" (1999; 2013 – 2014)
- Motörhead – "The Game" (2001. január 8. – napjainkig; Triple H-val közösen)
- Motörhead – "King of Kings" (2013. augusztus 18. – 2014. november 24.; 2014. december 29. – 2016. május 2.; a Vezetőség szerepében)
- Jacki-O – "All Grown Up" (2002 – 2013)
- Jacki-O – "Welcome to the Queendom" (2013 – napjainkig)
- Naughty by Nature – "Here Comes the Money" (2016; Shane McMahon-el közösen)

## Eredményei
Pro Wrestling Illustrated
- Az év viszálya (2002) – Eric Bischoff ellen
- Az év viszálya (2013) – Daniel Bryan ellen
- Az év leggyűlöltebb pankrátora (2013) – A Vezetőség tagjaként
- Az év leggyűlöltebb pankrátora (2014) – Triple H-val
- Az év nője (2000)

World Wrestling Federation/WWE
- WWF Women's Championship (1x)
- Slammy-díjak (2x) 
  - Az év inzultálása (2013) – Big Show megsértése miatt
  - Az év rivalizálása (2014) – Vezetőség vs. Daniel Bryan

## Fordítás
- Ez a szócikk részben vagy egészben  a   Stephanie_McMahon című angol Wikipédia-szócikk fordításán alapul.  Az eredeti cikk szerkesztőit annak laptörténete sorolja fel. Ez a jelzés csupán a megfogalmazás eredetét és a szerzői jogokat jelzi, nem szolgál a cikkben szereplő információk forrásmegjelöléseként.

## További információ
- Stephanie McMahon a Facebookon
- Stephanie McMahon a PORT.hu-n (magyarul)
- Stephanie McMahon az Internetes Szinkronadatbázisban (magyarul)
- Stephanie McMahon az Internet Movie Database-ben (angolul)
- Stephanie McMahon a Rotten Tomatoeson (angolul)